# Platysenta centralis
Platysenta centralis là một loài bướm đêm trong họ Noctuidae.